# Sobór św. Michała Archanioła w Mozyrzu
Sobór św. Michała Archanioła – prawosławny sobór w Mozyrzu, katedra eparchii turowskiej i mozyrskiej Egzarchatu Białoruskiego Patriarchatu Moskiewskiego.

## Historia
Jest to dawny kościół bernardynów, wzniesiony w latach 1646–1654 kosztem głównie marszałkowicza mozyrskiego Michała Łozki. W latach 1761–1762 poddany barokowej przebudowie dzięki marszałkowi mozyrskiemu Kazimierzowi Oskierce. Projektantem był architekt Aleksander Osiukiewicz.
W 1832 władze carskie zlikwidowały klasztor, a jego budynki w 1839 zamieniono na szpital. Kościół św. Michała został w 1865 zamieniony na cerkiew prawosławną, a w 1876 poddany przebudowie. 
Od 1937 do 1941 r. budynek służył jako więzienie NKWD obwodu poleskiego. Znajdowały się tutaj biura funkcjonariuszy, w których dokonywano przesłuchań. Wyroki wydawały tzw. trójki NKWD. Nawę kościoła podzielono na cele, w których były trzypiętrowe łóżka. Na jednym łóżku leżało kilka osób. Na chórze znajdowali się strażnicy, którzy w przypadku zauważenia naruszenia strzelali bez ostrzeżenia. W podziemiach kościoła urządzono loch. Początkowo ludzi nie rozstrzeliwano w budynku, ale od 1937 r. wyroki śmierci wykonywano natychmiast w krypcie. Według danych eparchii turowskiej i mozyrskiej wydano tutaj ponad 2 tysiące wyroków śmierci, z których około 300 wykonano w piwnicy kościoła. Zamordowanych posypywano piaskiem i wapnem.  
W 1941 r. świątynia została ponownie otwarta i w 1952 r. odnowiona. Od 1992 roku jest katedrą odrodzonej eparchii turowskiej i mozyrskiej.
Na początku lat 90. XX w. w krypcie odkryto szkielety ofiar egzekucji dokonywanych przez NKWD w okresie wielkiego terroru. W kolejnych latach, podczas sprzątania piwnic katedry, znaleziono szczątki 60 osób, które złożono do dwóch trumien. W 2012 r. poświęcono utworzoną w krypcie katedry kaplicę ku czci Nowych Męczenników i Wyznawców, którzy żyli na ziemi poleskiej.
W 2018 roku w całości zakończono prace remontowo-restauratorskie mające na celu wymianę dachu i remont głównej elewacji soboru, stanowiącego zabytek architektury XVIII wieku.

## Architektura
Świątynia jest trójnawową bazyliką z krótkim transeptem i pięciobocznie zamkniętym prezbiterium. Fasada, zdobiona pilastrami i gzymsami, jest trójkondygnacyjna, z dwiema bocznymi wieżami-dzwonnicami i częścią środkową, zwieńczoną trójkątnym szczytem. Wejście okala portal z ozdobnym frontonem. Wewnątrz znajdują się stiukowe dekoracje nad ołtarzem głównym i emporą.
Dwukondygnacyjny, przylegający do katedry budynek dawnego klasztoru wzniesiono na planie litery L. Pomieszczenia (z obszernym refektarzem na planie kwadratu) mają sklepienia krzyżowe.

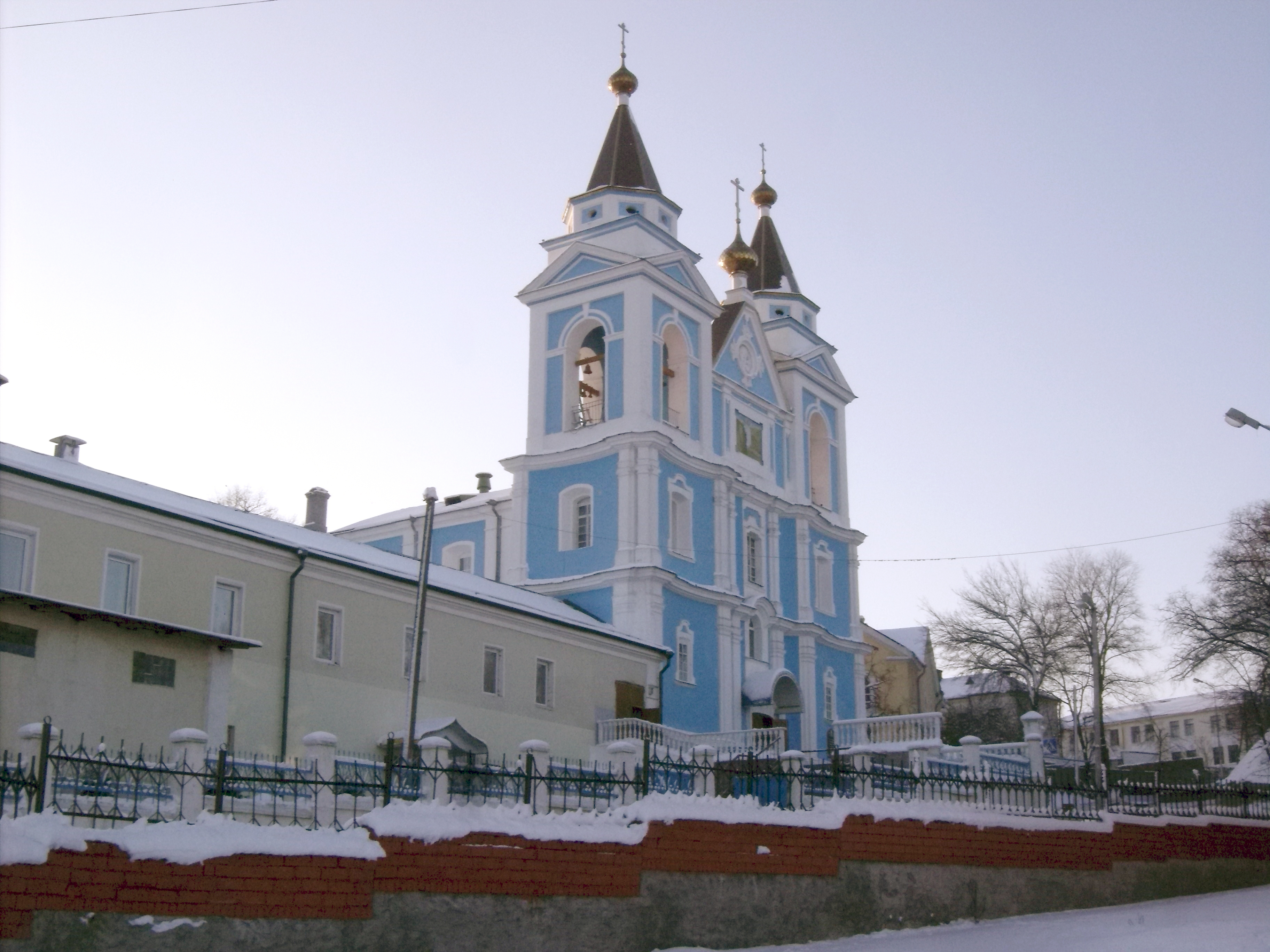
Sobór i budynek dawnego klasztoru
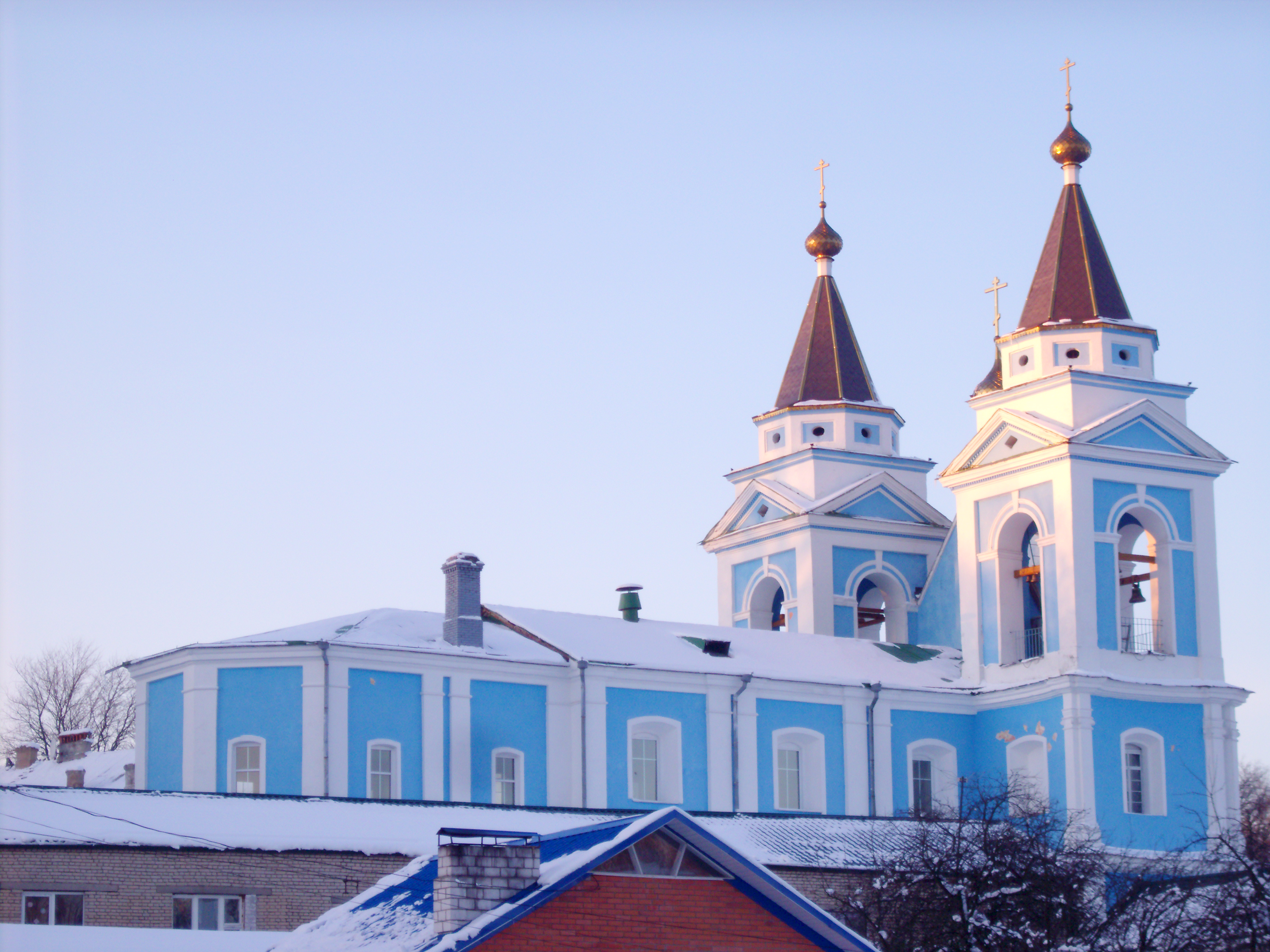
Widok ogólny soboru
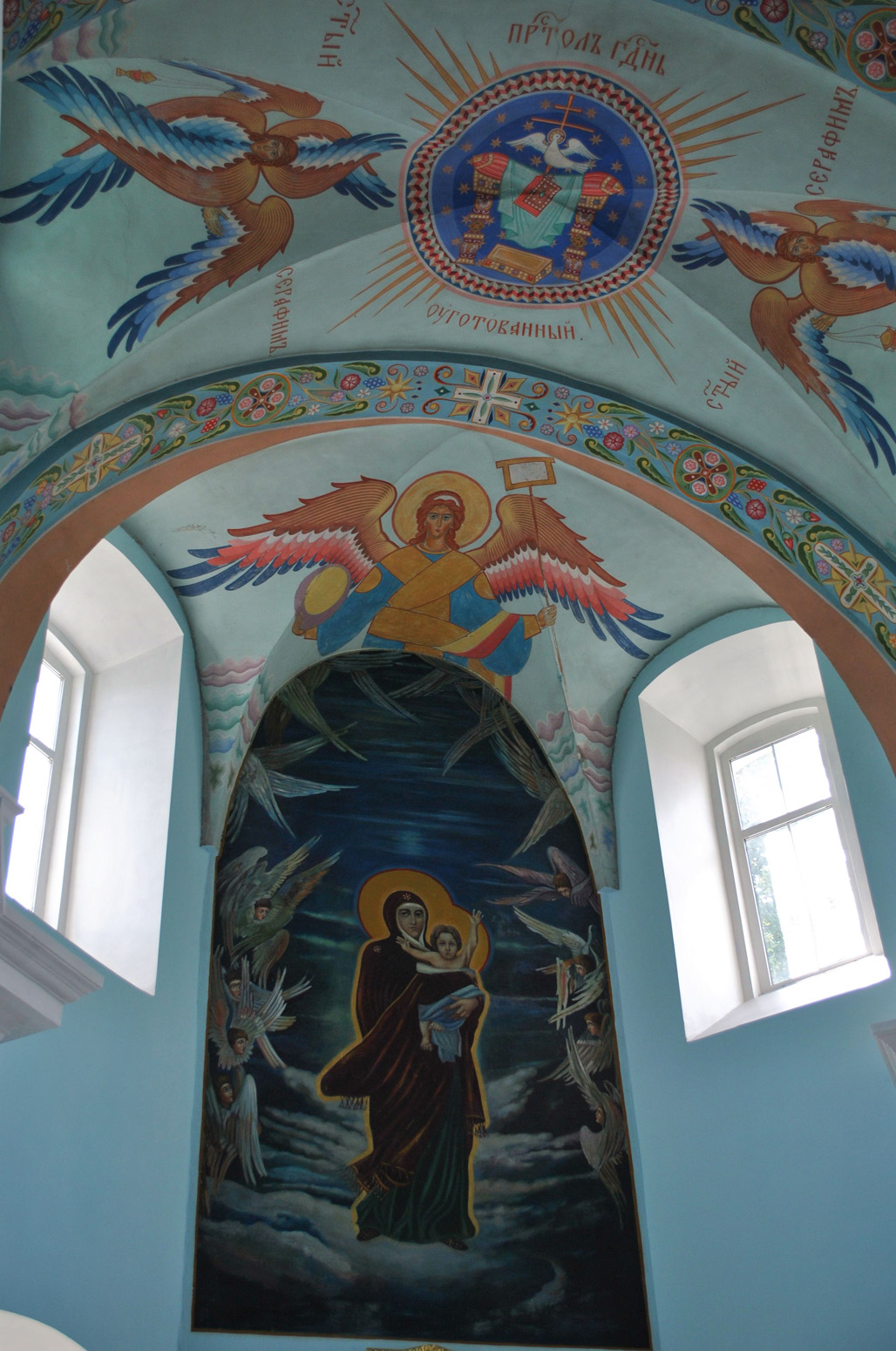
Fragment prezbiterium
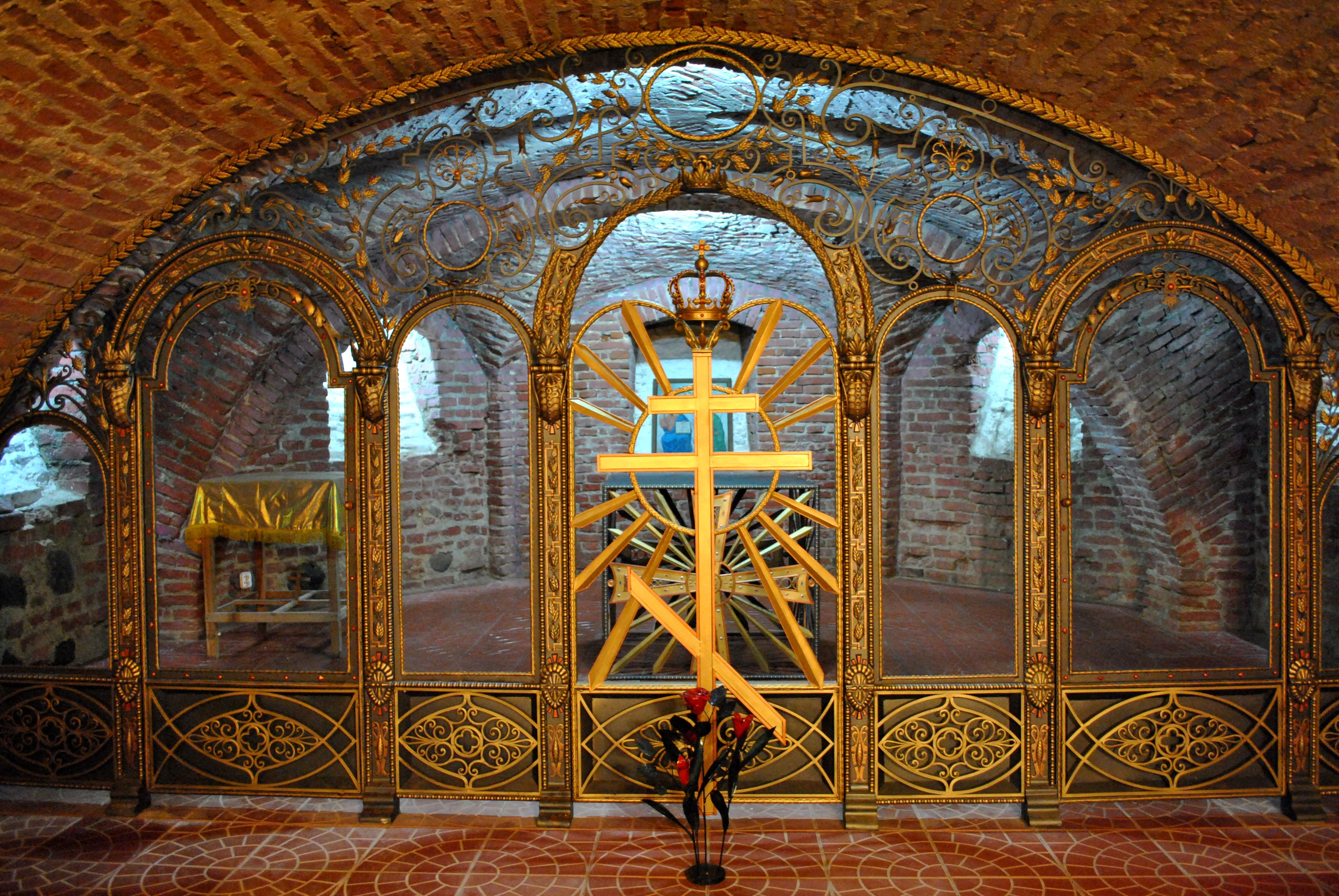
Krypta